# 워존 2100
워존 2100(Warzone 2100)은 오픈 소스 실시간 전략 게임 및 실시간 전술 게임 혼합 컴퓨터 게임으로, 원래 펌프킨 스튜디오에서 개발하고 에이도스 인터랙티브에서 배급했다. 1999년에 마이크로소프트 윈도우 및 플레이스테이션용으로 처음 출시되었으며, 현재는 macOS, FreeBSD, AmigaOS 4, AROS, MorphOS, 리눅스, NetBSD 및 OpenBSD에서도 이용할 수 있다.
워존 2100은 사유 상용 비디오 게임으로 개발 및 출시되었지만, 2004년 12월 6일에 소스 코드와 대부분의 데이터가 GNU GPL-2.0-or-later로 공개되었고, 나머지 데이터는 2008년 6월 10일에 공개되었다.

## 시놉시스

### 배경
21세기 후반, 새로운 NASDA(북미 전략 방어 기관) 전략 방어 시스템의 대규모 오작동으로 인해 발생한 것으로 보이는 일련의 핵 공격으로 세계 문명은 전멸한다. 대부분의 생존자들은 생존을 위해 약탈 집단을 형성하지만, 플레이어는 "프로젝트"라고 불리는 그룹의 일원으로서 전전 기술을 사용하여 문명을 재건하려 한다.

### 줄거리
게임은 프로젝트가 재건에 도움이 될 기술을 수집하기 위해 세 팀(알파, 베타, 감마)을 파견하는 것으로 시작된다. 플레이어는 애리조나주에서 알파 팀의 지휘를 맡는다. 전전 "유물"을 수집하는 동안, 프로젝트는 플레이어의 병력보다 더 발전된 또 다른 주요 생존 조직인 뉴 패러다임의 공격을 막아낸다. 그러나 나중에 '넥서스'라는 자아를 가진 컴퓨터 바이러스가 실제로 뉴 패러다임을 통제하고 있다는 사실이 밝혀진다.
플레이어가 뉴 패러다임을 물리친 후, 그들은 시카고에 기반을 두고 '집단'이라고 불리는 세력의 공격을 받고 있는 베타 팀에 배정된다. 다시 한번 플레이어는 '집단'보다 기술력이 떨어지는 상태로 시작하며, 넥서스가 이 세력 또한 통제하고 있다는 사실이 밝혀진다. 캠페인 끝에 넥서스는 알파 및 베타 기지에 핵미사일을 발사하여 플레이어가 시설을 버리고 감마 기지로 이동하게 한다.
감마 기지에 도착하자마자 플레이어는 이미 넥서스에게 점령당한 감마 병력의 기습 공격을 받는다. 플레이어가 기습에서 살아남고 '넥서스' 감염에 대한 대응책을 개발한 후, 넥서스는 나머지 NASDA 위성을 장악하고 플레이어를 파괴하려고 시도한다. 그러나 성공하기 전에 프로젝트는 NASDA 미사일 기지를 점령하고 궤도 레이저 무기를 격추한다. 미국 군대에 의해 파산한 과학자 리드 박사가 자신을 넥서스 바이러스로 변모시켰고, 'NASDA' 시스템에 침투하여 핵무기 홀로코스트의 책임자였음이 밝혀진다. 이 시점에서 알파 및 베타 기지의 생존자들이 도착하고, 세 프로젝트 팀은 넥서스에 대한 전면적인 공격을 시작한다. 프로젝트는 넥서스를 파괴하고 문명을 재건할 수 있게 된다.

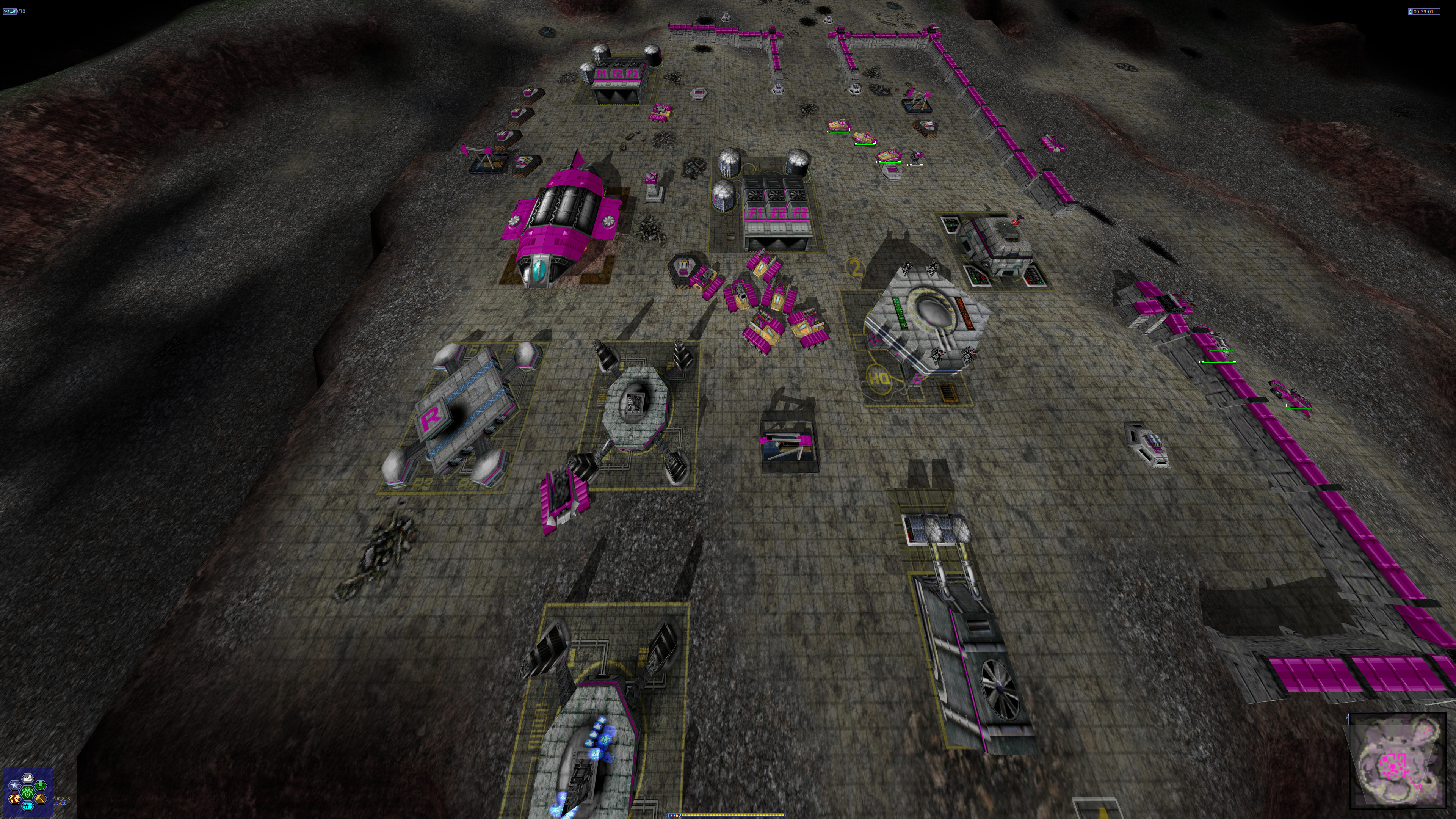
워존 2100 캠페인 모드의 기지와 일부 유닛 (버전 3.2.3)

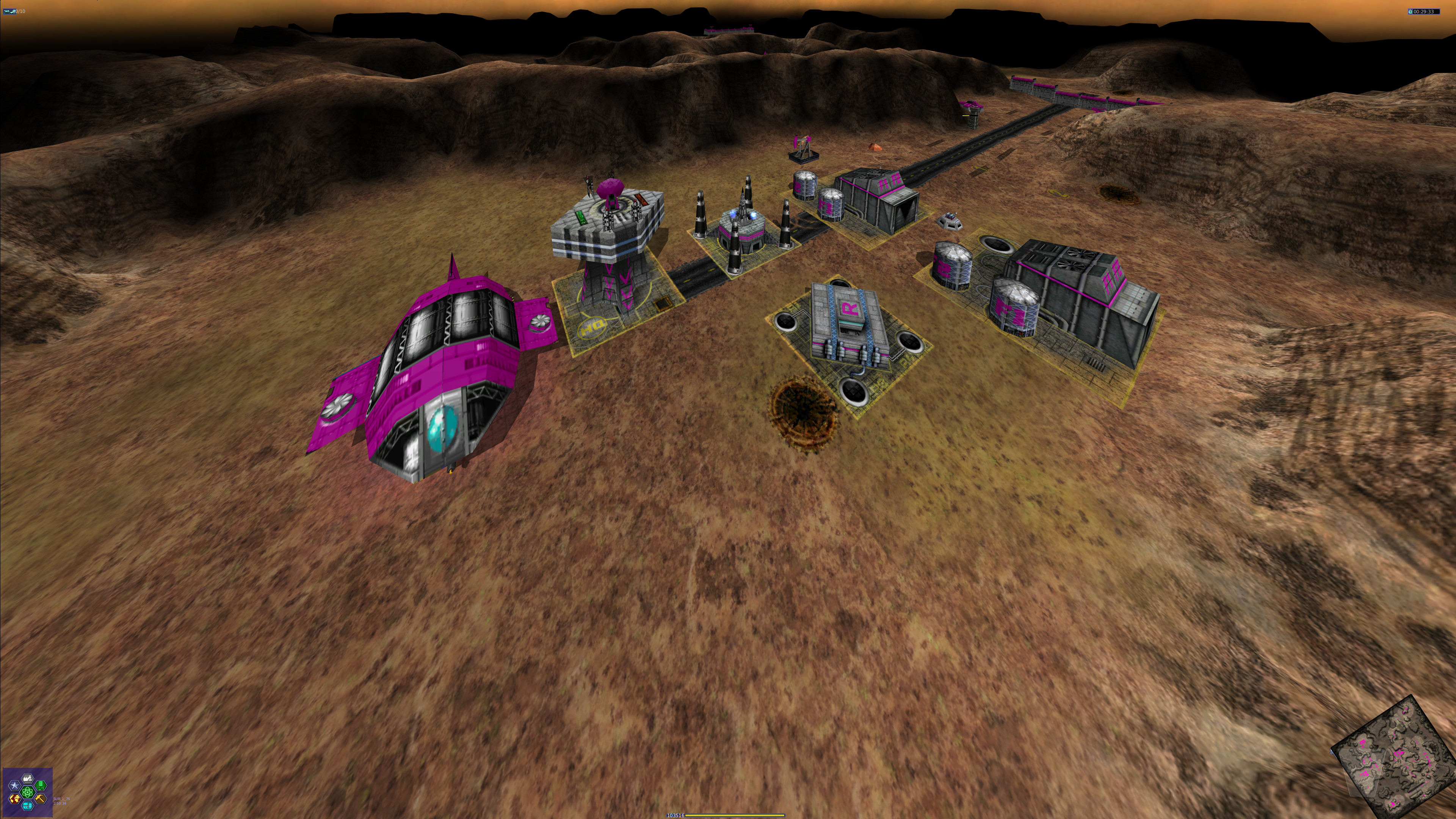
워존 2100 버전 3.2.3 - 캠페인 모드

## 게임플레이

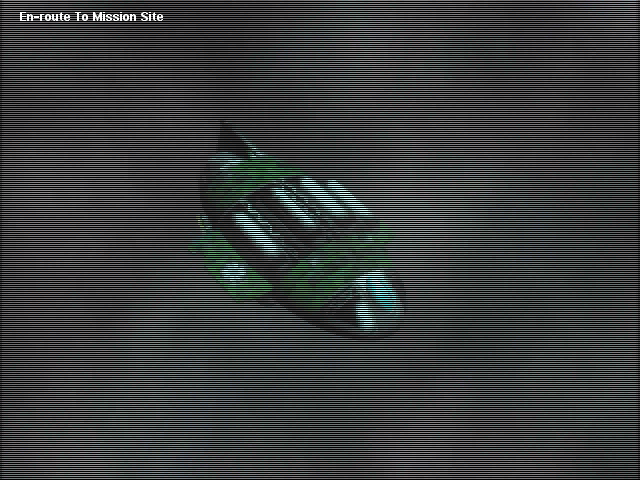
게임플레이 중에 자주 동영상이 나타난다. 이 이미지는 캠페인의 첫 원정 임무를 위해 플레이어의 병력을 수송하는 드롭십을 묘사한다.

이 게임은 에이도스 인터랙티브의 샘 커벡이 개발한 iViS 3D 그래픽 엔진을 기반으로 한 완전한 3D 게임이다. 게임 세계는 격자로 매핑되어 있으며, 차량은 언덕 지형에 맞게 기울어지고, 발사체는 가파른 산이나 건물에 의해 현실적으로 막힐 수 있다. 카메라는 자유롭게 움직이며 전장을 탐색하는 동안 확대 및 축소, 회전, 상하 이동이 가능하다.
게임에서 다른 진영의 유닛들은 다른 색깔로 칠해져 있다. 뉴 패러다임, 집단, 넥서스는 캠페인에서 프로젝트의 적이며, 프로젝트 병력과 핵 낙진 생존자인 스캐빈저를 공격하는 모습도 볼 수 있다.
유닛은 섀시(예: 무게 및 동력 고려), 구동 시스템(예: 바퀴 또는 궤도), 장착된 물체(예: 무기 또는 다양한 지원 도구 중 하나)에 따라 모두 사용자 정의할 수 있다. 유닛은 경험치를 얻을 수 있다. 경험치를 얻으면 유닛은 신병에서 훈련병, 전문가와 같은 계급으로 레벨업한다.
워존 2100은 유닛을 감지하고 지상 공격을 조율하기 위해 센서와 레이더를 중요하게 다룬다. 대포병 센서는 적의 포병을 탐지하여 발사체와 발사 궤적을 감지하고 위치를 정확히 파악하여 적 포병에 대한 포병 공격을 조율한다. VTOL(수직 이착륙) 센서는 기본 센서와 유사하게 작동하지만, VTOL 공습을 조율한다. VTOL 대포병 센서는 VTOL을 조율하여 적 포병 포대를 찾아 파괴한다.
이 게임은 포병에 중점을 둔다. 직접 및 근접 전투 무기와 대공 무기를 많이 연구하고 배치할 수 있지만, 포병은 적 기지 및 전초 기지에 대한 공격의 주력이다. 기술 트리는 명확하게 정의되고 일관적이지만 게임 내에서는 나타나지 않으므로 플레이어는 다음 기술이 무엇일지 추측해야 한다. 기술은 파괴된 특정 적 구조물이나 유닛이 남긴 유물을 수집하여 얻을 수 있다. 연구는 기존 무기, 방어구 및 섀시 유형에 대한 대부분 작고 점진적인 발전으로 구성된다.
일부 레벨에서는 플레이어가 시간 제한 내에 목표를 달성해야 하며, 이러한 제한이 없는 일부 레벨은 "전력"을 수집하는 데 사용될 수 있다. 원정 임무에서는 플레이어가 원래 기지에서 완전히 분리된 지역으로 이동할 제한된 유닛 그룹을 선택해야 한다.
캠페인 전체의 모든 지형은 본질적으로 세 가지 영역으로 구성되어 있으며, 원정 임무 및 기타 유사한 레벨을 위한 다른 구역이 있다. 진행함에 따라 이전 맵은 단순히 확장되고 플레이어의 이전 레벨에서 원래 기지는 유지된다. 또한, 자원 시스템은 주류 RTS 게임과 상당히 다르다. 유정은 특정 희귀한 위치에 설정되어 꾸준히 느리고 고정된 수입을 제공한다. 임무 시간 제한과 결합된 이 자원 방식은 일반적으로 플레이어가 "거북이 전술"(적의 공격에 대비하여 하나 이상의 기지를 요새화하고 막대한 병력을 생산하기 위한 자원을 비축하는 것)과 같은 특정 전통적인 RTS 전술을 활용하는 것을 비실용적으로 만든다.
하지만 게임 전반에 걸쳐 시간 제한이 없는 특정 임무가 있으며, 이러한 임무에서는 더 전통적인 RTS 전술을 사용하여 이후의 시간 제한 임무를 준비하는 것이 가능하다.

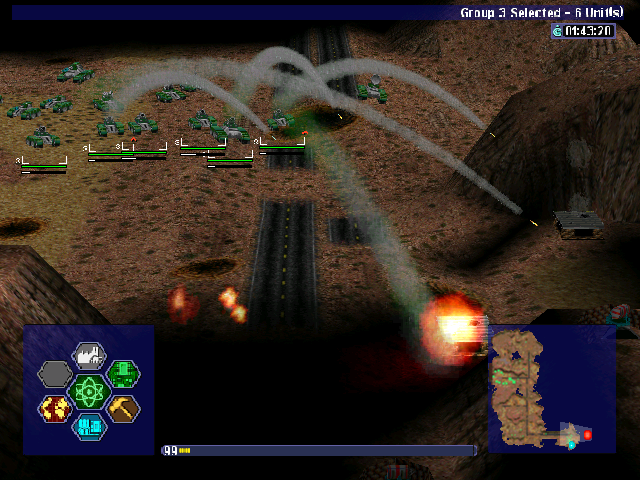
2008년 게임의 이전 빌드 스크린샷 - 이동식 박격포 무기가 멀리서 스캐빈저가 점거한 오두막을 포격한다.

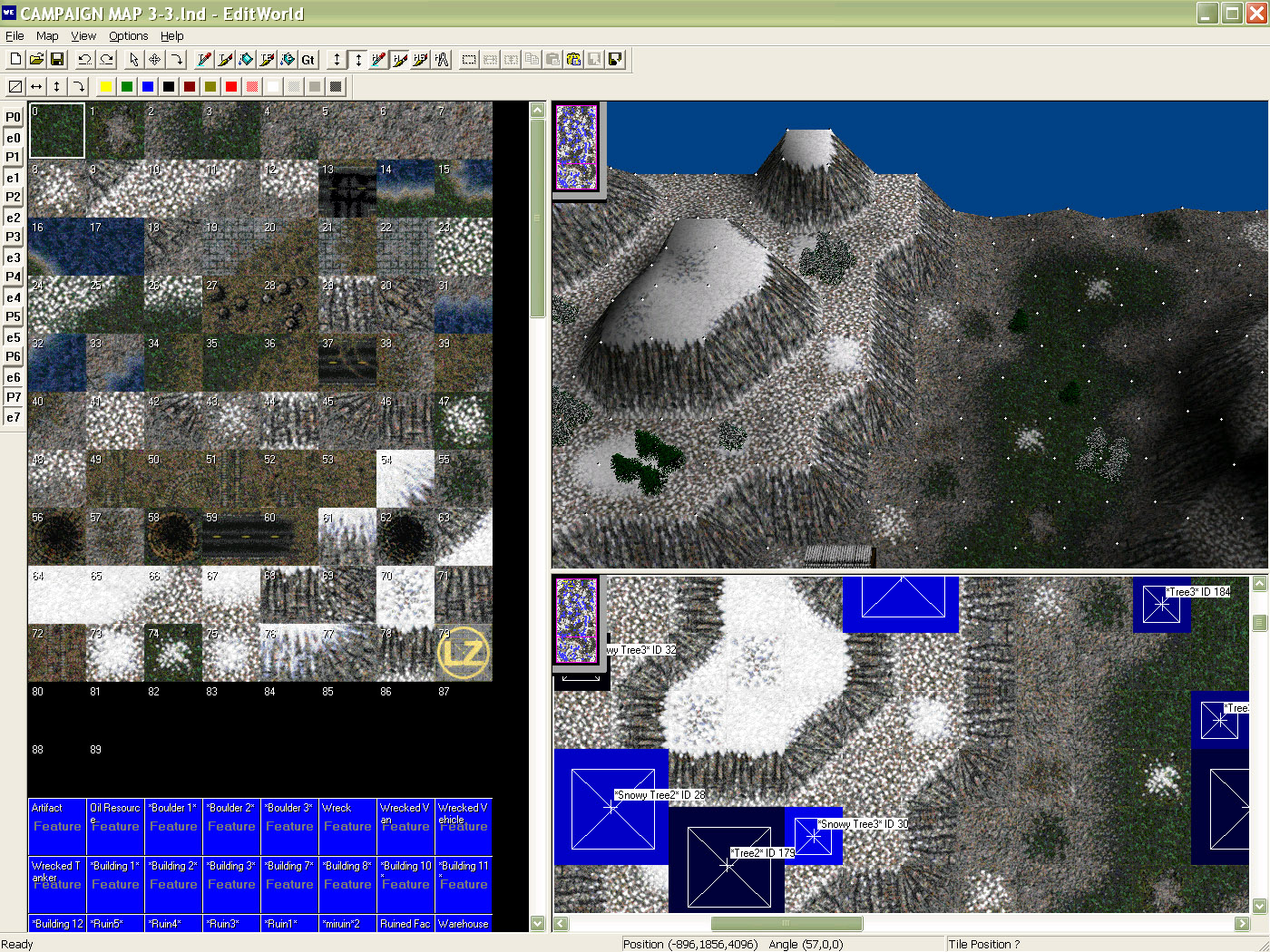
워존 2100 맵 에디터 (EditWorld)

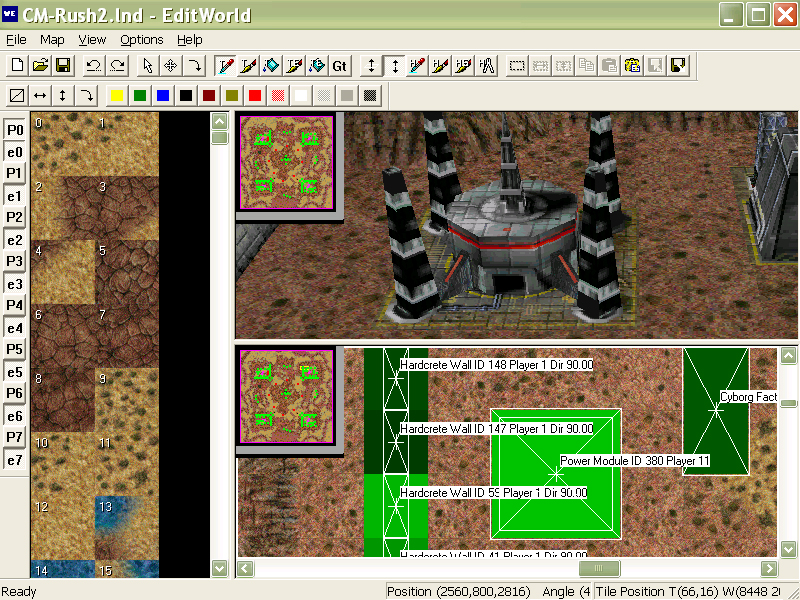
워존 2100 맵 에디터 (EditWorld)

## 역사
워존 2100은 원래 펌프킨 스튜디오에서 개발하고 에이도스 인터랙티브에서 배급했다. 1999년에 마이크로소프트 윈도우 및 플레이스테이션용으로 처음 출시되었다. 1999년 11월에 1.10 최종 패치를 발표한 후, 펌프킨 스튜디오는 2000년 1월 5일에 워존 2100에 대한 지원을 중단했다. 2000년 3월 15일, 펌프킨 스튜디오는 에이도스 인터랙티브에 의해 폐쇄되었다. 펌프킨 스튜디오는 나중에 피보탈 게임즈로 재편성되었다.

### 지원 종료 및 팬 패치
펌프킨 스튜디오의 해체와 함께 공식 지원이 종료된 후, N.E.W.S.T.라는 게임 애호가들의 제3자 그룹이 1999년 10월에 지원을 계속하려 했다. 2000년 11월부터 이 그룹은 게임의 남아있는 많은 문제를 해결하는 비공식 패치를 출시했다. 2003년 2월, N.E.W.S.T. 그룹의 이름을 바꾼 펌프킨-2는 저작권 소유자 에이도스 인터랙티브에 소스 코드와 아트 콘텐츠를 얻고 사용할 수 있는 허가를 요청하는 탄원서를 보냈다.

### 오픈 소스화
2004년 12월 6일, 워존의 소스 코드가 피보탈 게임즈의 알렉스 맥클린에 의해 Radiosity의 FTP 서버에 업로드되었다. 워존의 소스 코드와 아트워크(영화 제외)는 GPL-2.0-or-later 라이선스 하에 공개되어 게임이 자유 소프트웨어이자 오픈 소스 소프트웨어가 되었다. 2008년 6월 10일, 게임의 라이선스가 명확해졌다. 영화와 사운드트랙의 배포도 이제 허용되었다.

### 커뮤니티 주도 개발
출시 후, 게임 커뮤니티는 사용 가능한 소스 코드와 자산을 기반으로 부활 프로젝트를 시작했다. 원래 "Warzone Re-Development Project"라고 불렸던 이 프로젝트는 나중에 "Warzone 2100 Resurrection Project"로, 그리고 다시 "Warzone 2100 Project"로 이름이 변경되었다. 2005년 6월 11일, "Warzone 2100 Project"의 버전 0.1이 출시되었으며, 모든 사유 기술은 자유 및 오픈 소스 대안으로 대체되었다. 2021년 현재 커뮤니티 개발은 계속되고 있으며, 마이크로소프트 스토어, 스냅 스토어, Itch.io 및 기타 플랫폼에 공식적으로 출시되었다.
2020년 2월 18일, 워존 2100의 비공식 버전이 스팀 게임 플랫폼에 출시되었다. 언더돈 게이밍(Underdone Gaming)은 윈도우 버전만 출시했으며, 다른 플랫폼에 대한 질문은 답변되지 않았다. 이 출시에 대한 커뮤니티의 반응은 대체로 부정적이며, 커뮤니티 개발자들이 스팀 버전의 기술 지원을 도울 가능성은 낮다.

## 평가
이 게임이 실시간 전략 장르에 새롭게 추가한 요소들, 예를 들어 유닛 생성 기능, 지속적인 세계, 확대 및 회전 가능한 자유 카메라 제어 기능을 갖춘 3D 환경, 다양한 지형과 환경, 애니메이션 유닛, 다채로운 색상, 밤낮 메커니즘, 그리고 수많은 기능들이 긍정적으로 평가받았다.
게임스팟은 플레이스테이션 버전에 6.5점, PC 버전에 7.6점을 주었다. 게임스팟은 게임의 높은 사용자 정의 수준을 칭찬하며 "워존 2100의 매우 편리한 3D 엔진, 독특한 캠페인 구조, 그리고 멀티플레이어 게임플레이는 대부분의 실시간 전략 게임 팬들을 만족시킬 것"이라고 결론 내렸다.
IGN 또한 유사한 평가를 내렸으며, PC 버전에는 8.0점, 플레이스테이션 버전에는 7.5점을 주었다. IGN은 플레이스테이션 버전을 시스템에서 몇 안 되는 RTS 게임 중 하나로 칭찬했다. IGN은 이 점을 "결국 워존 2100은 시스템에서 최고의 RTS 중 하나라는 이상한 진실이 있다"고 말하며 칭찬했다. PC 리뷰에서 저자는 혁신 부족에 실망감을 표했지만, 그럼에도 불구하고 "대부분 다른 RTS 타이틀에서 발견된 훌륭한 아이디어를 하나로 통합하는 데 달려 있다. 펌프킨 스튜디오는 그 임무를 환상적으로 해냈으며, 이 게임은 확실히 끝까지 플레이할 가치가 있다"고 평하며 칭찬했다.
게임레볼루션은 "영감을 주지 못하는" 오디오와 "흐릿한 그래픽"과 같은 프레젠테이션 문제, 그리고 게임 플레이 중 저장할 수 없다는 점을 지적했다. 플레이스테이션 이식작은 플레이스테이션 컨트롤러에 부적합한 PC 버전의 인터페이스를 그대로 유지했다는 비판을 받았다.

## 같이 보기
- 자유 PC 게임 목록
- 오픈 소스 비디오 게임 목록

## 내용주
1. ↑  4명의 평론가가 일렉트로닉 게이밍 먼슬리에서 플레이스테이션 1 버전을 평가했으며, 한 명만 5/10점을 주었고 나머지는 모두 7.5/10점을 주었다.[28]
2. ↑  게임프로는 플레이스테이션 버전에 그래픽 3.5/5, 사운드 4/5, 조작 1.5/5, 플레이 조작 3.5/5를 부여했다.[31]